# 秦村 (埼玉県)
秦村（はたむら）は埼玉県の北部、大里郡に属していた村。

## 地理
- 河川：利根川・福川・中条堤

## 歴史
- 1889年（明治22年）4月1日 - 町村制施行により、葛和田村、日向村、俵瀬村、大野村、弁財村が合併し幡羅郡秦村が成立する。
- 1896年（明治29年）4月1日 - 幡羅郡が大里郡、榛沢郡、男衾郡と統合し大里郡となる。
- 1955年（昭和30年）1月1日 - 妻沼町、長井村、男沼村、太田村と合併し妻沼町となる。

## 出身有名人
- 荻野吟子（女性医師）